# Радиша Урошевић
Радиша Урошевић (Ресник, код Крагујевца, 1. октобар 1951) је српски пјевач народних пјесама.

## Биографија
Певањем је почео да се бави као дјете. Прву пјесму за њега је написао његов сусјед и текстописац Панта Радивојевић. Песма носи назив „Полетела птица голубица“, а Радиша је снимио одмах по завршетку средње школе.
Са породицом живи у Маршићу.
14. октобра 2010. Влада Србије га је именовала за члана Управног одбора јавног предузећа ПТТ Србија, поднео је оставку 25. октобра 2010.

## Фестивали
- 1978. Хит парада - Мислим о њој дан и ноћ
- 1979. Хит парада - Пролазе године
- 1982. Хит парада - Ружо моја, крај мене увени
- 1983. Хит парада - Радо моја бела
- 1984. Хит парада - Плаве косе још ме носе
- 1984. МЕСАМ - Плаве косе још ме носе
- 1985. Илиџа - Еј, сузо моја, прва награда фестивала
- 1985. МЕСАМ - Еј, сузо моја
- 1985. Хит парада - Еј, сузо моја
- 1986. Хит парада - Мала моја, моје слатко вино
- 1986. Вогошћа, Сарајево - Ја за тебе дишем
- 1987. Хит парада - Теби за љубав
- 1987. Илиџа - Сарајеву своје срце остављам, победничка песма
- 1987. Вогошћа, Сарајево - Љубим слику једне жене
- 1988. Илиџа - Када акшам сокак сакрије
- 1988. Хит парада - Ломио сам, ломио
- 1989. Хит парада - Што ме неће
- 1989. Шумадијски сабор - Све је исто као пре
- 1989. МЕСАМ - Хеј, љубави
- 1990. Шумадијски сабор - Село моје, моја дедовино, прва награда стручног жирија и трећа награда публике
- 1991. Посело године 202 - Око моје / Теците сузе, теците
- 1991. МЕСАМ - Дуњо моја
- 1991. Шумадијски сабор - Друге поштуј, а Србију воли
- 1992. Посело године - Око моје
- 1992. Хит парада - Око моје
- 1995. ФЕСАМ - Мораво, најлепша реко, прва награда жирија
- 1996. Моравски бисери - Од свих лепих, ти си најлепша
- 1996. Шумадијски сабор - Да је вредело
- 1996. МЕСАМ - Давно прошла двадесета
- 1997. Шумадијски сабор - Где си сада моја вољена, друга награда ТВ центра
- 2000. Фестивал "Драгиша Недовић", Крагујевац - Засвирај ми, стара фруло
- 2000. Моравски бисери - Морава се утишала
- 2002. Моравски бисери - Опасно те волим
- 2004. Моравски бисери - Зна река, зна
- 2006. Гранд фестивал - Зора зори
- 2007. Моравски бисери - Завичајна песма
- 2008. Фестивал народне музике, Златибор - Ко зна, ко то зна
- 2008. Моравски бисери - Кад би ми
- 2010. Гранд фестивал - Чија ли си, душо
- 2012. Гранд фестивал - Зовите ми тамбураше
- 2015. Лира, Београд - Пастирска туга / Завичајна песма (Гост ревијалног дела фестивала)
- 2016. Лира - Вредело је, вредело
- 2018. Фестивал "Драгиша Недовић", Крагујевац - Хармонико моја
- 2020. Сабор народне музике Србије, Београд - Гост треће такмичарске вечери фестивала и добитник Естрадно - музичке награде Србије за животно дело